# Aconitum napellus
Aconitum napellus je prudce jedovatá rostlina z čeledi pryskyřníkovité (Ranunculaceae). Jedná se o druh z příbuzenského komplexu Aconitum napellus agg., kam paří také např. oměj šalamounek (Aconitum plicatum), oměj tuhý (Aconitum firmum) a další. Proto byl pod jménem Aconitum napellus udáván i oměj šalamounek.

## Popis
Jedná se asi o 50–150 cm vysokou vytrvalou rostlinu s podzemním oddenkem a řepovitými bulvami. Listy jsou střídavé, dolní dlouze řapíkaté, horní až přisedlé. Čepele jsou v obrysu mnohoúhelníkovité, dlanitě členěné, troj až pětisečné, oboustranně lysé, na rubu lesklé. Květy jsou nejčastěji tmavě modrofialové barvy a jsou uspořádány do květenství, hroznu někdy s postranními hrozny, na bázi květních stopek jsou listeny, na květních stopkách jsou pod květem listénce. Okvětních lístků je 5, nejčastěji tmavě modrofialové, horní tvoří přilbu, která je vyklenutá, nejvýše stejně vysoká jak široká, kališní lístky jsou vně hustě zakřiveně chlupaté. Uvnitř jsou dva kornoutovité nektáriové lístky s nektárii, jsou prohnuté, hustě chlupaté, ostruha je na konci mírně hlavatá. Tyčinek je mnoho. Semeníky jsou většinou 2–3. Plodem je měchýřek, měchýřky jsou uspořádány do souplodí.

## Rozšíření
Roste především v západní Evropě, v pohoří Jura a v Alpách, v Českém masivu je nahrazen blízce příbuzným druhem oměj šalamounek (Aconitum plicatum).